# Geigant
Das Pfarrdorf Geigant ist ein Ortsteil der Stadt Waldmünchen im oberpfälzischen Landkreis Cham in Bayern.

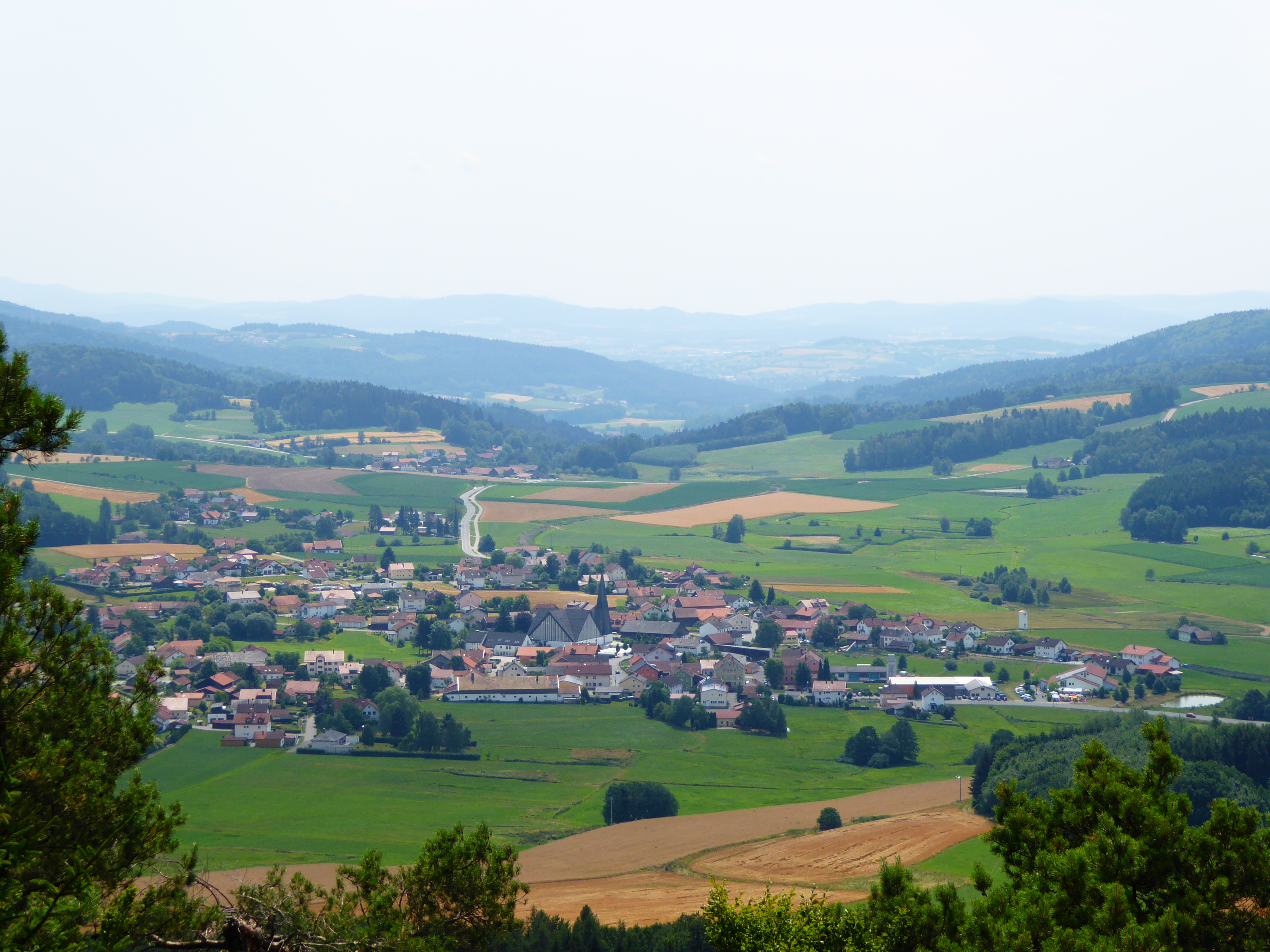
Geigant, vom Berg Zwirenzl aus gesehen

## Geographische Lage
Der Ort liegt etwa 70 Straßenkilometer nordöstlich von Regensburg und 15 Straßenkilometer nördlich von Cham entfernt.

## Geschichte
Die frühe Geschichte von Geigant ist eng mit dem Geschlecht der Geiganter und dem abgegangenen Schloss verknüpft. Die erste hiesige Namensträgerin ist eine 1120 genannte Gertrud Gaiganterin. 1261 ist ein Wolframus de Gigant erwähnt. Vermutlich gehörte die Gegend, wie auch die naheliegende Burg bei Katzbach, den Markgrafen von Cham.
Eingemeindung
Am 1. Mai 1978 wurde Geigant (mit den am 1. Januar 1972 eingemeindeten Orten Katzbach und Rannersdorf) im Zuge der bayerischen Gebietsreform nach Waldmünchen eingemeindet.

## Kultur und Sehenswürdigkeiten

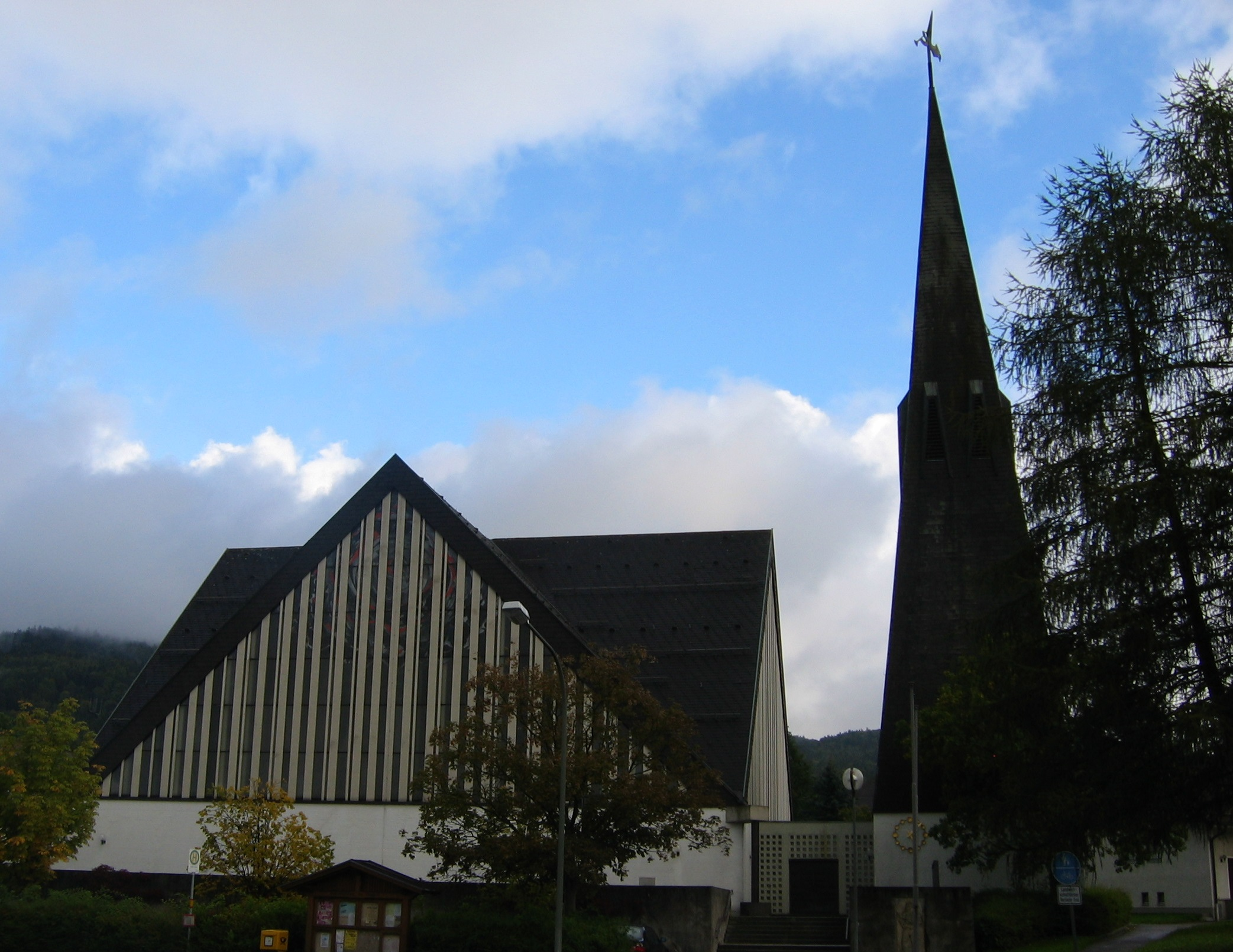
Pfarrkirche St. Bartholomäus Geigant, Hauptstraße

Prägend für das Ortsbild ist die katholische Pfarrkirche St. Bartholomäus. 1966 bis 1969 errichtet und am 31. Mai 1970 konsekriert, ist die Zeltdachkirche mit Werktagskapelle und freistehendem Turm die bauliche Höhendominante des Ortes. Bemerkenswerte Ausstattungsgegenstände sind die Glasmosaiken mit endzeitlichen Motiven in den Kirchengiebeln, der moderne Kreuzweg und die 2003 errichtete große Vleugels-Orgel.
Historische Baudenkmäler finden sich in der Hauptstraße 6 (historistischer Satteldachbau mit Staffelgiebel, ehemals Gasthaus Zum Bräu), in der Hauptstraße 9 (Waldlerhaus mit Blockbau-Obergeschoss, Gasthaus Altes Haus) und in der Hauptstraße 23 (Epitaph Ritter Kagerer aus dem 16. Jahrhundert an der Umfassungstreppe des Kirchenvorplatzes).

## Wirtschaft, Infrastruktur und Bildung

### Bahnanschluss

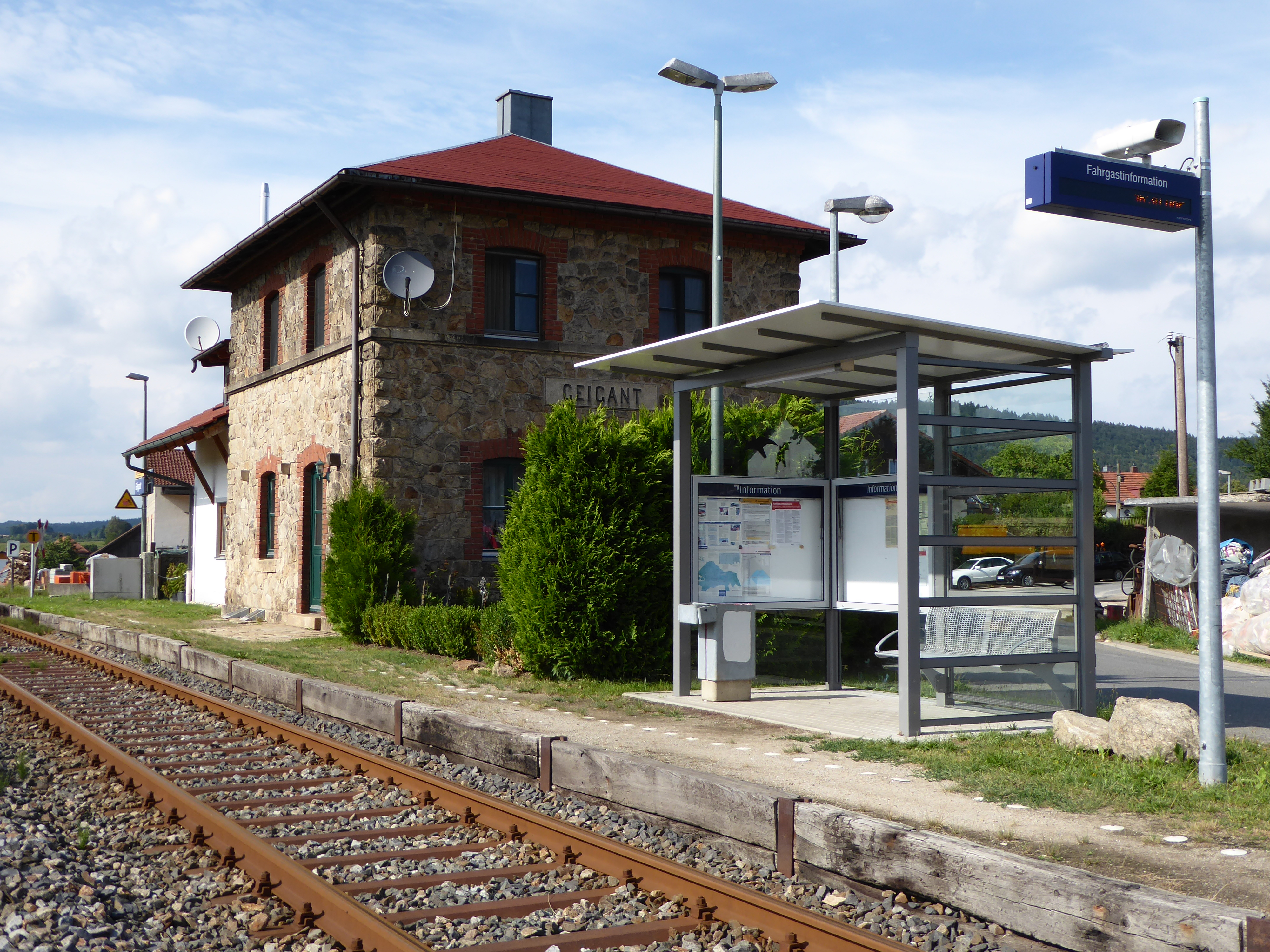
Bahn-Haltepunkt Geigant mit ehemaligem Bahnhofsgebäude

Geigant verfügt über einen Haltepunkt an der Bahnstrecke Cham–Waldmünchen. Das frühere Bahnhofsgebäude wurde in ein Wohnhaus umgewandelt. Der Betrieb der Strecke erfolgt durch die Oberpfalzbahn.
Betrieb
| Zuggattung | Strecke                                               | Taktfrequenz   |
| ---------- | ----------------------------------------------------- | -------------- |
| RB         | Cham (Oberpfalz) – Willmering – Geigant – Waldmünchen | 2-Stunden-Takt |

### Bildung
In Geigant gibt es eine Grundschule mit zwei hauptamtlichen Lehrkräften und 44 Kindern in jahrgangskombinierten Klassen (Stand 2016/2017). Das Schulgebäude steht an der Stelle des früheren Schlosses Geigant. Etwa im Bereich des heutigen Pausenhofes stand die alte Pfarrkirche, die im Zuge des Kirchenneubaus abgerissen wurde.
Eine öffentlich zugängliche Bibliothek besteht als Pfarrbücherei im Pfarrzentrum.